# Carlo Maria Giulini

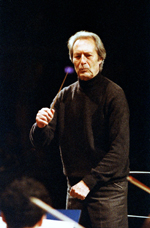
Carlo Maria Giulini

Carlo Maria Giulini, född den 9 maj 1914 i Barletta, Italien, död den 14 juni 2005 i Brescia, Italien, var en italiensk dirigent. Han debuterade 1944 och var dirigent för Milanos radioorkester mellan 1946 och 1952, följt av La Scala i Milano (1952-56) och operan i Rom. År 1969 blev han förste gästdirigent vid symfoniorkestern i Chicago. Mellan 1973 och 1976 var han chefsdirigent för Wiener Symphoniker.